# Kotwica Halla

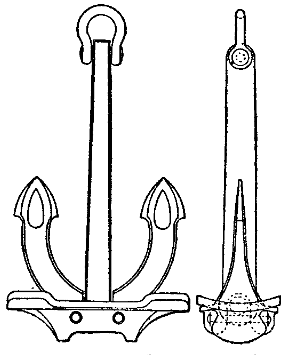
Schemat kotwicy Halla

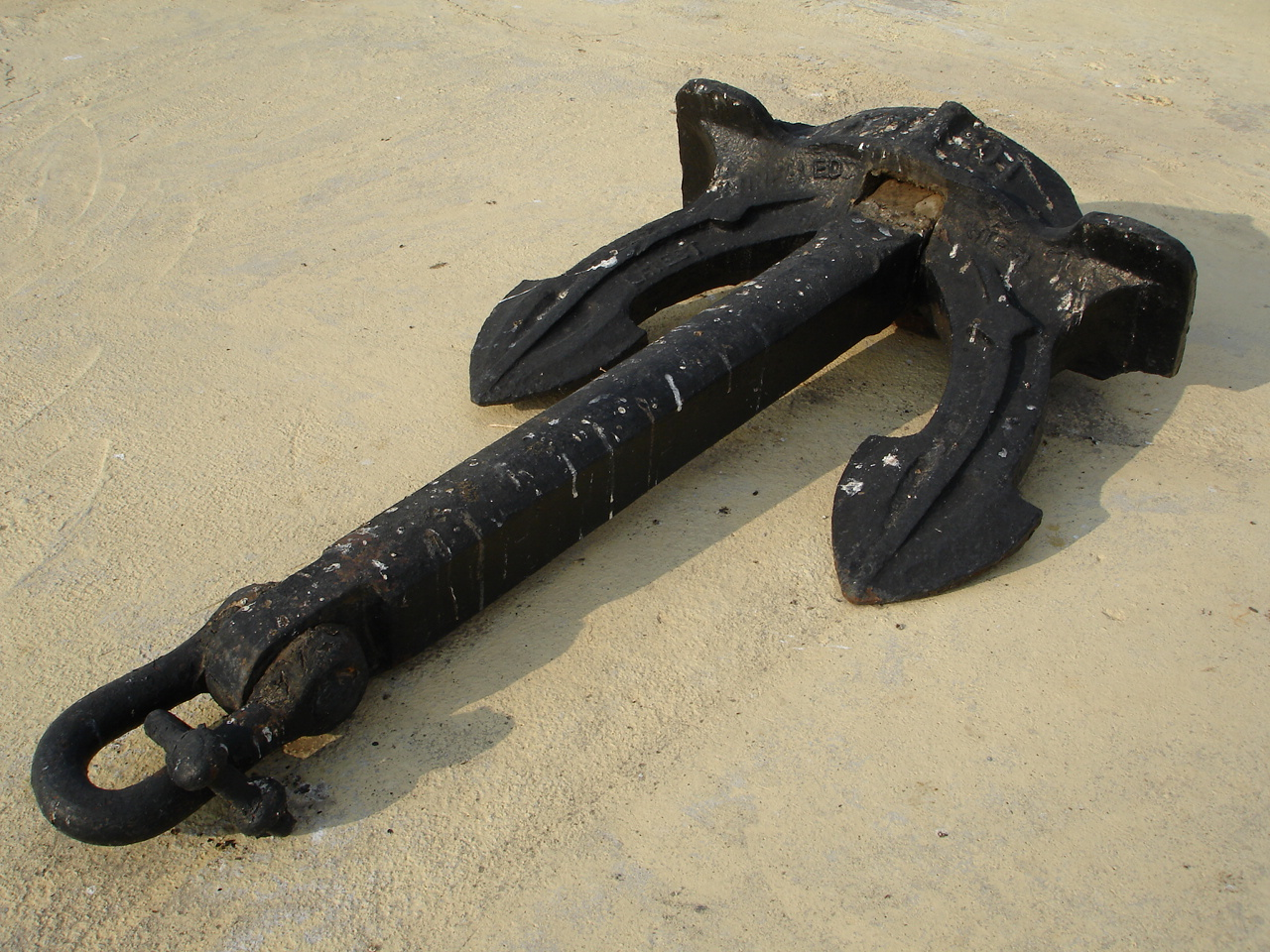
Kotwica Halla

Kotwica Halla (ang. Hall anchor) – patentowa konstrukcja kotwicy składająca się z trzonu oraz ruchomych łap.
Wykonywana jest z kutej stali bądź odlewana jest ze staliwa. Zamocowane na zawiasie łapy wychylają się o kąt około 45° w obie strony, dzięki temu kotwica ta zajmuje mało miejsca na pokładzie, jest łatwa w obsłudze i zawsze gotowa do użycia. Ruchomy trzon umożliwia również mocowanie kotwicy w kluzie kotwicznej. Ze względu na swoją znaczną masę ale stosunkowo małą siłę trzymania kotwica Halla stosowana jest na mniejszych statkach i dużych jachtach.
W odróżnieniu od kotwicy admiralicji, kotwica Halla po rzuceniu nie wystaje z dna, ponieważ łapy są zagłębione w dno a trzon na długim łańcuchu leży na dnie co uniemożliwia zaplątanie się w nią łańcuchów czy lin.
Dla zwiększenia jej skuteczności (i każdej innej kotwicy) można zastosować tak zwanego „prosiaka”, czyli obciążenia jej liny lub łańcucha, który dobija do dna jej trzon, a tym samym gwarantuje prawidłowy kąt wbijających się w dno łap. Jednak kluczowym momentem dla prawidłowej pracy każdej kotwicy jest odpowiednia długość łańcucha lub liny kotwicznej. Przy łańcuchu – 4 maksymalne głębokości w danym miejscu, jeżeli lina i łańcuch to 6 głębokości w dobrych warunkach pogodowych; przy silnym wietrze i fali należy te długości zwiększyć.
Współcześnie odmiany kotwicy Halla (między innymi kotwica Bayersa, Union-Becker, Dreadnought, Stokesa, Danfortha, Martina, Taylora, Admirality Standard Stockless) stanowią najpopularniejszą grupę kotwic stosowanych zarówno na śródlądziu, jak i wodach morskich czy oceanicznych.